# Microporella insperata
Microporella insperata är en mossdjursart som beskrevs av Jullien 1882. Microporella insperata ingår i släktet Microporella och familjen Microporellidae. Inga underarter finns listade i Catalogue of Life.